# WIG-spożywczy
WIG-SPOŻYW (lub WIG-Spożywczy) – indeks giełdowy spółek sektora spożywczego Giełdy Papierów Wartościowych w Warszawie. Ten subindeks giełdowy indeksu WIG obliczany jest od 31 grudnia 1998 roku.